# Trome (San Pablo)
Es una localidad ubicada en la ribera sur del Río Bueno, en la comuna de San Pablo.
Se encuentra entre las localidad de Cofalmo y Las Juntas, se accede a ella por vía navegación del Río Bueno y por el Río Rahue. Esta localidad se ha visto en ocasiones afectada por las crecidas del río.
Cerca de allí se encuentra la Escuela Rural San Florentino que atiende a los niños de Trome, Las Juntas y Los Juncos.

## Accesibilidad y transporte
Se accede a ella por vía navegable en el Río Bueno y además por la Ruta U-22 que bordea la ribera oeste del río Rahue.Trme se encuentra a 41,8 km hasta San Pablo.